# Llista de monuments de Sant Llorenç d'Hortons
Llista de monuments de Sant Llorenç d'Hortons inclosos en l'Inventari del Patrimoni Arquitectònic Català per al municipi de Sant Llorenç d'Hortons (Alt Penedès). Inclou els inscrits en el Registre de Béns Culturals d'Interès Nacional (BCIN) amb la classificació de monuments històrics i els Béns Culturals d'Interès Local (BCIL) de caràcter arquitectònic.
| Monument                                       | Protecció | Estil/època                       | Localització                                                             | Coordenades                                          | Codi?     | Imatge |
| ---------------------------------------------- | --------- | --------------------------------- | ------------------------------------------------------------------------ | ---------------------------------------------------- | --------- | --- |
| Sala del Centre Recreatiu Agrícola Hortonenc   | BCIL 2006 | Modernisme XX Inici               | Sant Llorenç d'Hortons C. Major, 8                                       | 41° 28′ 05″ N, 1° 49′ 28″ E / 41.467953°N,1.824555°E | IPA-2900  | Sala del Centre Recreatiu Agrícola Hortonenc (Sant Llorenç d'Hortons) · Vegeu més fotos d'aquest monument · Carregueu una nova foto d'aquest monument |
| Centre Cultural Recreatiu Hortonenc            |           | Obra popular                      | Sant Llorenç d'Hortons C. Major, 47                                      | 41° 28′ 01″ N, 1° 49′ 30″ E / 41.467027°N,1.825081°E | IPA-2901  | Carregueu una nova foto d'aquest monument |
| Cal Jepet i Cal Quico                          |           | Obra popular XX Inici             | Sant Llorenç d'Hortons Sant Joan Samorra                                 | 41° 28′ 25″ N, 1° 51′ 30″ E / 41.473549°N,1.858287°E | IPA-2902  | Cal Jepet i Cal Quico (Sant Llorenç d'Hortons) · Vegeu més fotos d'aquest monument · Carregueu una nova foto d'aquest monument                        |
| Can Raimundet, Can Rimundet                    |           | Obra popular, neoclassicisme XVII | Sant Llorenç d'Hortons Sant Joan Samora, ctra. BV-2249, km 5,5, a 4 km   | 41° 27′ 45″ N, 1° 51′ 19″ E / 41.462613°N,1.855306°E | IPA-2903  | Can Raimundet (Sant Llorenç d'Hortons) · Vegeu més fotos d'aquest monument · Carregueu una nova foto d'aquest monument                                |
| Vil·la Mañé                                    |           | Noucentisme XX Inici              | Sant Llorenç d'Hortons C. Major, 49                                      | 41° 27′ 57″ N, 1° 49′ 32″ E / 41.465941°N,1.825460°E | IPA-2904  | Carregueu una nova foto d'aquest monument |
| Can Simon de Baix                              |           | Obra popular, gòtic tardà XVI     | Sant Llorenç d'Hortons                                                   | 41° 29′ 17″ N, 1° 50′ 40″ E / 41.488026°N,1.844575°E | IPA-2905  | Carregueu una nova foto d'aquest monument |
| Can Almirall                                   |           | Obra popular XVI, XVIII-XIX       | Sant Llorenç d'Hortons Sant Joan Samora, ctra. BV-2241, km 21,1, a 800 m | 41° 28′ 34″ N, 1° 51′ 19″ E / 41.476131°N,1.855152°E | IPA-2906  | Carregueu una nova foto d'aquest monument |
| Can Carafí                                     |           | Obra popular XVII                 | Sant Llorenç d'Hortons Sant Joan Samora, camí de Gelida                  | 41° 28′ 15″ N, 1° 51′ 25″ E / 41.470804°N,1.857060°E | IPA-2907  | Can Carafí (Sant Llorenç d'Hortons) · Vegeu més fotos d'aquest monument · Carregueu una nova foto d'aquest monument                                   |
| Cal Claramunt dels Tres Trulls                 |           | Obra popular XIV, XIX             | Sant Llorenç d'Hortons A 800 m del nucli de la Prua                      | 41° 27′ 57″ N, 1° 48′ 11″ E / 41.465905°N,1.803085°E | IPA-2908  | Carregueu una nova foto d'aquest monument |
| La Torre de l'Aigua, molí de vent              |           | Eclecticisme XIX-XX               | Sant Llorenç d'Hortons Pl. del Molí de Vent                              | 41° 27′ 58″ N, 1° 49′ 22″ E / 41.46602°N,1.82290°E   | IPA-2916  | La Torre de l'Aigua (Sant Llorenç d'Hortons) · Vegeu més fotos d'aquest monument · Carregueu una nova foto d'aquest monument                          |
| Cal Canyadell, la Cava Gran de la Beguda Baixa |           | Obra popular XIX                  | Sant Llorenç d'Hortons La Beguda Baixa                                   | 41° 29′ 26″ N, 1° 50′ 45″ E / 41.490433°N,1.845727°E | IPA-2917  | Carregueu una nova foto d'aquest monument |
| Cal Prats                                      | BCIL 2006 | Historicisme XIX Final            | Sant Llorenç d'Hortons Ctra. BV-2249, km 7,5, a 1.200 m                  | 41° 27′ 21″ N, 1° 48′ 55″ E / 41.455751°N,1.815155°E | IPA-2918  | Cal Prats (Sant Llorenç d'Hortons) · Vegeu més fotos d'aquest monument · Carregueu una nova foto d'aquest monument                                    |
| Can Canyes                                     |           | Obra popular XVIII, XIX           | Sant Llorenç d'Hortons A 500 m del nucli urbà                            | 41° 28′ 00″ N, 1° 49′ 45″ E / 41.466684°N,1.829150°E | IPA-2922  | Carregueu una nova foto d'aquest monument |
| La Casa Vella de Can Serra                     | BCIL 2006 | Gòtic, obra popular XV            | Sant Llorenç d'Hortons Camí de Can Serra, a 2,1 km del nucli urbà        | 41° 27′ 08″ N, 1° 48′ 49″ E / 41.452145°N,1.813545°E | IPA-2923  | La Casa Vella de Can Serra (Sant Llorenç d'Hortons) · Vegeu més fotos d'aquest monument · Carregueu una nova foto d'aquest monument                   |
| La Pedrera                                     | BCIL 2006 | Obra popular XVIII                | Sant Llorenç d'Hortons                                                   | 41° 28′ 12″ N, 1° 50′ 22″ E / 41.470111°N,1.839522°E | IPA-2924  | La Pedrera (Sant Llorenç d'Hortons) · Vegeu més fotos d'aquest monument · Carregueu una nova foto d'aquest monument                                   |
| Can Muç                                        |           | Obra popular, barroc XVII         | Sant Llorenç d'Hortons                                                   | 41° 27′ 34″ N, 1° 48′ 40″ E / 41.459504°N,1.811249°E | IPA-2925  | Carregueu una nova foto d'aquest monument |
| Cal Matador                                    |           | Obra popular XVIII                | Sant Llorenç d'Hortons Camí de Can Serra                                 | 41° 28′ 17″ N, 1° 49′ 33″ E / 41.47136°N,1.82592°E   | IPA-2926  | Carregueu una nova foto d'aquest monument |
| Can Font                                       |           | Obra popular                      | Sant Llorenç d'Hortons                                                   | 41° 27′ 19″ N, 1° 49′ 38″ E / 41.455287°N,1.827340°E | IPA-2927  | Carregueu una nova foto d'aquest monument |
| Can Esteve de la Riera                         |           | Obra popular XVI-XX               | Sant Llorenç d'Hortons                                                   | 41° 28′ 50″ N, 1° 49′ 29″ E / 41.480577°N,1.824812°E | IPA-2928  | Carregueu una nova foto d'aquest monument |
| La Cova                                        |           | Obra popular XVIII, XX            | Sant Llorenç d'Hortons                                                   | 41° 27′ 49″ N, 1° 50′ 09″ E / 41.463503°N,1.835832°E | IPA-2929  | Carregueu una nova foto d'aquest monument |
| Can Bosc                                       |           | Obra popular XVI                  | Sant Llorenç d'Hortons                                                   | 41° 28′ 16″ N, 1° 51′ 05″ E / 41.471077°N,1.851384°E | IPA-2930  | Carregueu una nova foto d'aquest monument |
| Parròquia de Sant Llorenç d'Hortons            | BCIL 2006 | Romànic, neoclassicisme XII, XIX  | Sant Llorenç d'Hortons Pl. de la Rectoria                                | 41° 28′ 12″ N, 1° 49′ 23″ E / 41.470051°N,1.823104°E | IPA-2931  | Parròquia de Sant Llorenç d'Hortons · Vegeu més fotos d'aquest monument · Carregueu una nova foto d'aquest monument                                   |
| Can Rovira, abans Ca n'Estruc                  |           | Obra popular XVIII                | Sant Llorenç d'Hortons                                                   | 41° 27′ 43″ N, 1° 49′ 54″ E / 41.461889°N,1.831723°E | IPA-2932  | Carregueu una nova foto d'aquest monument |
| Can Pujades                                    |           | Obra popular XVII-XIX             | Sant Llorenç d'Hortons                                                   | 41° 27′ 57″ N, 1° 48′ 09″ E / 41.46588°N,1.80260°E   | IPA-2933  | Carregueu una nova foto d'aquest monument |
| Capella de Sant Joan Samora                    | BCIL 2006 | Romànic XII-XIV                   | Sant Llorenç d'Hortons Ctra. B-224, km 21,75, a 1.000 m                  | 41° 28′ 19″ N, 1° 51′ 58″ E / 41.472060°N,1.866080°E | IPA-4764  | Capella de Sant Joan Samora (Sant Llorenç d'Hortons) · Vegeu més fotos d'aquest monument · Carregueu una nova foto d'aquest monument                  |
| La Casa Gran                                   |           | Obra popular XVII                 | Sant Llorenç d'Hortons                                                   | 41° 28′ 21″ N, 1° 51′ 56″ E / 41.472479°N,1.865605°E | IPA-4765  | La Casa Gran (Sant Llorenç d'Hortons) · Vegeu més fotos d'aquest monument · Carregueu una nova foto d'aquest monument                                 |
| Ca la Josefina                                 |           | Noucentisme                       | Sant Llorenç d'Hortons C. Major, 18                                      | 41° 28′ 08″ N, 1° 49′ 27″ E / 41.468866°N,1.824078°E | IPA-12126 | Carregueu una nova foto d'aquest monument |
| Cal Pau del Corn                               |           | Obra popular XIX                  | Sant Llorenç d'Hortons C. Major, 23                                      | 41° 28′ 05″ N, 1° 49′ 29″ E / 41.46819°N,1.82469°E   | IPA-12127 | Carregueu una nova foto d'aquest monument |
| Cal Valls                                      |           | Noucentisme                       | Sant Llorenç d'Hortons Pl. Valls, 4                                      | 41° 28′ 02″ N, 1° 49′ 28″ E / 41.467244°N,1.824341°E | IPA-12129 | Carregueu una nova foto d'aquest monument |
| Creu de Can Bros, Creu de Can Brossa           |           |                                   | Sant Llorenç d'Hortons C. Major, 12, la Beguda Alta                      |                                                      | IPA-52882 | Carregueu una nova foto d'aquest monument |